# Svarta madonnan

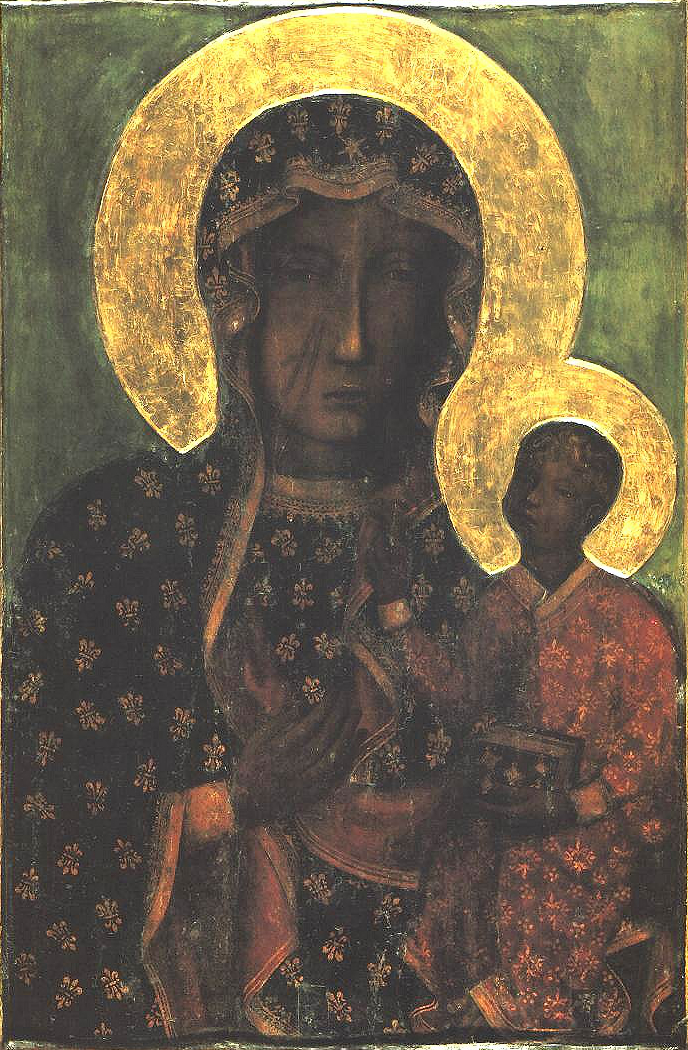
Svarta madonnan i Częstochowa.

Svarta madonnan är en avbildning av Jungfru Maria där Maria har mörk hy. Maria framställs ibland som en drottning, sittande på en tron med spira och äpple och med Jesusbarnet i sitt knä, också han svart och krönt. Bilder eller statyer av den svarta Maria fick stor utbredning i Europa under medeltiden, de flesta i södra Frankrike, Spanien, Italien och Tyskland. Många av platserna är viktiga pilgrimsmål för katoliker.
Bland de mest kända i Europa är madonnan i Montserrat vid Barcelona, madonnan i Częstochowa i Polen, madonnan i Rocamadour i Frankrike, och madonnan i Altötting i Bayern. Svarta madonnor finns även i bland annat Alger i Algeriet och i Guadalupe i Mexico.
Varför Maria på madonnabilderna gjordes svart vet man inte. En teori bland andra är att Maria var av afrikanskt ursprung, kanske från Etiopien. 
Det finns även paralleller till svarta gudinnebilder i andra religioner, bland annat Artemis i Efesos och Isis i egyptisk mytologi. Isis var välkänd i hela medelhavsregionen i hellenismen. 